# حزب العمال الألماني
حزب العمال الألماني (بالألمانية: Deutsche Arbeiterpartei)‏ ((بالألمانية: Deutsche Arbeiterpartei)‏ DAP) كان حزبًا سياسيًا قصير الأجل أنشئ في جمهورية فايمار بعد الحرب العالمية الأولى. كان ذلك بمثابة مقدمة للحزب النازي، الذي كان يعرف رسميًا باسم حزب العمال الاشتراكي الوطني الألماني ((بالألمانية: Nationalsozialistische Deutsche Arbeiterpartei)‏ NSDAP). استمر الحزب من 5 يناير 1919 حتى 24 فبراير 1920 فقط.

## أصول
في 5 يناير 1919، تأسس حزب العمال الألماني (DAP) في ميونيخ في فندق Fürstenfelder Hof بواسطة آنتون دريكسلر،  مع ديتريخ إيكهارت وجوتفريد فيدير وKarl Harrer. كانت رغبة دريكسلر هي إقامة حزب سياسي على اتصال بالجماهير والقومية. مع تأسيسه للحزب في يناير 1919، تم انتخابه رئيسًا.  في 17 مايو، كان هناك عشرة أعضاء فقط حاضرين في الاجتماع، وحضر اجتماع لاحق في أغسطس 38 عضوًا فقط. 

### عضوية أدولف هتلر

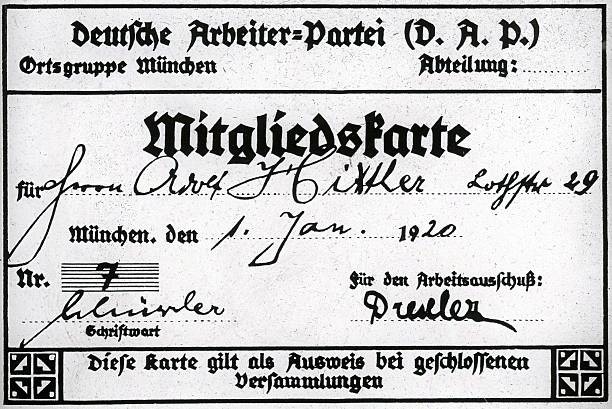
نسخة من بطاقة العضوية المزورة الخاصة بهتلر في حزب العمال الألماني (DAP).وكان رقم العضوية الحقيقي لهتلر هو 555 (ومعناه العضو الخامس والخمسون في قائمة أعضاء الحزب - وتمت إضافة الرقم 5 ليبدو عدد أعضاء الحزب أكبر)، ولكن فيما بعد تم ذلك تقليل الرقم ليترك انطباعًا بأن هتلر كان واحدًا من الأعضاء المؤسسين للحزب. وقد كان هتلر يرغب في تكوين الحزب الخاص به، ولكن الأوامر صدرت إليه من رؤسائه في قوة الدفاع الوطنية بأن يخترق صفوف الحزب الموجود فعلاً.

بعد انتهاء الحرب العالمية الأولى، ظل هتلر في الجيش وعاد إلى ميونيخ حيث شارك في الجنازة العسكرية التي أقيمت لرئيس الوزراء البافاري الذي تم اغتياله كورت آيسنر؛ وذلك على خلاف تصريحاته التي أعلنها في وقت لاحق. وفي أعقاب قمع الجمهورية السوفيتية البافارية، شارك هتلر في حضور دورات «الفكر القومي» التي كان ينظمها قسم التعليم والدعاية التابع للجماعة البافارية التي كان يطلق عليها اسم رايخسفير في مركز القيادة الرئيسي الرابع تحت إشراف كابتن كارل ماير. وتم إلقاء اللوم على الشعب اليهودي الذي ينتشر أفراده في كل أنحاء العالم، وعلى الشيوعيين، وعلى رجال السياسة من كل الانتماءات الحزبية؛ خاصةً تحالف فايمار الائتلافي.
وفي يوليو عام 1919، تم تعيين هتلر في منصب جاسوس للشرطة، وكان يتبع قيادة الاستخبارات التي كانت تتبع قوات الدفاع الوطنية رايخسفير من أجل التأثير على الجنود الآخرين واختراق صفوف حزب صغير؛ وهو حزب العمال الألماني (DAP).وأثناء استكشافه للحزب، تأثر هتلر بأفكار مؤسس الحزب آنتون دريكسلر المعادية للسامية والقومية والمناهضة للرأسمالية والمعارضة لأفكارالماركسية. وكانت أفكاره تؤيد وجود حكومة قوية ونشيطة؛ وهي أفكار مستوحاة من الأفكار الاشتراكية «غير اليهودية» ومن الإيمان بضرورة وجود تكافل متبادل بين كل أفراد المجتمع. كما حازت مهارات هتلر الخطابية على إعجاب دريكسلر فدعاه إلى الانضمام للحزب ليصبح العضو الخامس والخمسين فيه. كما أصبح هتلر أيضًا العضو السابع في اللجنة التنفيذية التابعة للحزب. وبعد مرور عدة سنوات، أدعى هتلر إنه العضو السابع من الأعضاء المؤسسين للحزب.
كما التقى هتلر مع ديتريش إيكارت وهو واحد من المؤسسين الأوائل للحزب، كما كان عضوًا في الجمعية السرية المعروفة باسم «جمعية ثول». وأصبح إيكارت المعلم الخاص بهتلر الذي يعلمه الطريقة التي يجب أن ينتقي بها ملابسه ويتحدث بها، كما قدمه إلى مجتمع واسع من الناس. ووجه هتلر عميق شكره إلى إيكارت عن طريق الثناء عليه في المجلد الثاني من كتابه المعروف باسم كفاحي. وفي محاولة لزيادة شعبية الحزب، قام الحزب بتغيير اسمه إلى حزب العمال الألماني الاشتراكي الوطني.
وتم تسريح هتلر من الجيش في مارس، 1920، فبدأ مدعومًا بالتشجيع المستمر من أعضاء الحزب من ذوي المناصب الأعلى في المشاركة الكاملة في أنشطة الحزب. وفي بدايات عام 1921، بدأ هتلر يتمكن بشكل كامل من إجادة فن الخطابة أمام الحشود الكبيرة. وفي فبراير، تحدث هتلر أمام حشد يضم حوالي ستة آلاف فرد في ميونيخ. وللدعاية لهذا الاجتماع، أرسل هتلر شاحنتين محملتين بمؤيدي الحزب ليجوبوا الشوارع وهم يحملون الصليب المعقوف محدثين حالة من الفوضى وهم يلقون بالمنشورات صغيرة الحجم إلى الجماهير في أول تنفيذ للخطة التي قاموا بوضعها. انتشرت سمعة هتلر السيئة خارج الحزب نظرًا لشخصيته الفظة، وخطاباته الجدلية العنيفة المناهضة لمعاهدة فرساي والسياسيين المنافسين له (بما في ذلك أنصار الحكم الملكي والمنادين بفكرة القومية وغيرهم من الاشتراكيين غير المؤمنين بسياسة التعاون الاقتصادي والسياسي بين الدول؛ واشتهر بوجه خاص بخطاباته المناهضة للماركسيين ولليهود.
واتخذ حزب العمال الألماني الاشتراكي الوطني  من ميونيخ مقرًا له. وكانت ميونيخ في ذلك الوقت أرضًا خصبة لمناصري القومية الألمانية الذين كان منهم ضباط من الجيش قد عقدوا العزم على سحق الماركسية وتقويض دعائم جمهورية فايمار (الجمهورية التي نشأت في ألمانيا في الفترة من 1919 إلى 1933 كنتيجة للحرب العالمية الأولى وخسارة ألمانيا الحرب). وبمرور الوقت، لفت هتلر وحركته التي أخذت في النمو أنظار هؤلاء الضباط باعتبارها أداة مناسبة لتحقيق أهدافهم. وفي صيف عام 1921، سافر هتلر إلى برلين لزيارة بعض الجماعات التي كانت تنادي بالقومية. وفي فترة غيابه، كانت هناك حالة من التمرد بين قيادات حزب العمال الألماني في ميونيخ.
وتولت إدارة الحزب لجنة تنفيذية نظر أعضاؤها الأساسيون إلى هتلر باعتباره شخصية متغطرسة ومستبدة. وقام هؤلاء الأعضاء بتشكيل حلف مع مجموعة من الاشتراكيين في مدينة آوغسبورغ. وأسرع هتلر بالعودة إلى ميونيخ وحاول مقاومة الهجمة الشرسة عليه بتقديم استقالته رسميًا من الحزب في 11 يوليو في عام 1920. وعندما أدرك هؤلاء الأعضاء أن خسارتهم لهتلر ستعني عمليًا نهاية الحزب، انتهز هتلر الفرصة وأعلن عن إمكانية عودته إلى الحزب شريطة أن يحل محل دريكسلر في رئاسة الحزب متمتعًا بالنفوذ المطلق فيه. وحاول أعضاء الحزب الحانقين (بما فيهم دريكسلر) الدفاع عن مكانتهم في بداية الأمر. وفي ذلك الوقت، ظهر كتيب مجهول المصدر يحمل عنوان «أدولف هتلر: هل هو خائن؟» ليهاجم تعطش هتلر للاستيلاء على السلطة وينتقد زمرة الرجال الملتفين حوله والذين يتميزون بالعنف. وردًا على نشر هذا الكتيب عنه في صحيفة تصدر في ميونيخ، أقام هتلر دعوى قضائية بسبب التشهير، وحظى في وقت لاحق بتسوية بسيطة معهم.
وتراجعت اللجنة التنفيذية لحزب العمال الألماني الاشتراكي الوطني عن موقفها في نهاية الأمر واعترفت بهزيمتها، وتم التصويت بين أعضاء الحزب بشأن الموافقة على مطالب هتلر. وحصل هتلر على موافقة خمسمائة وثلاثة وأربعين صوتًا من أصوات الأعضاء في مقابل الرفض من صوت واحد فقط. وفي الاجتماع التالي لأعضاء الحزب الذي عقد في التاسع والعشرين من يوليو، 1921، تم تقديم أدولف هتلر بصفته فوهرر لحزب العمال الألماني الاشتراكي الوطني؛ وهي المرة الأولى التي تم فيها الإعلان عن هذا اللقب على الملأ.
وبدأت الخطب التي كان هتلر يلقيها في النوادي التي كان يجتمع فيها أفراد الشعب الألماني ليهاجم بها اليهود والديقراطيين الاشتراكيين والليبراليين وأنصار الحكم الملكي الرجعيين والرأسماليين والشيوعيين تؤتي ثمارها المرجوة وتجذب إليه المزيد من المؤيدين. وكان من مؤيدي هتلر الأوائل: رودلف هس، والطيار السابق في القوات الجوية هيرمان غورينغ وقائد الجيش ايرنست روم الذي أصبح بعد ذلك رئيسًا للمنظمة شبه العسكرية النازية المعروفة باسم SA كتيبة العاصفة التي تولت حماية الاجتماعات والهجوم على خصومه السياسيين. وكوّن هتلر جماعات مستقلة مشابهة مثل: جبهة العمل الألمانية؛ والتي اتخذت من مدينة نورنبيرغ مقرًا لها. وكان يوليوس شترايشر رئيسًا لها، وشغل بعد ذلك منصب غوليتر، ويعني قائد الفرع الإقليمي لحزب العمال الألماني الاشتراكي الوطني في منطقة فرنكونيا. علاوةً على ذلك، لفت هتلر أنظار أصحاب المصالح التجارية المحليين، وتم قبوله في الدوائر التي كانت تتضمن أصحاب النفوذ في مجتمع مدينة ميونيخ. كما اقترن اسمه باسم القائد العسكري الذي كان ذائعًا في فترة الحرب الجنرال ايريك لودندورف.

### من حزب العمال الألماني إلى الحزب النازي
آمن قلة من أعضاء الحزب بسرعة بمعتقدات هتلر السياسية. علاوة على ذلك، في محاولة لجعل الحزب أكثر جاذبية لشرائح أكبر من السكان، تم تغيير اسم الحزب إلى حزب العمال الاشتراكي الوطني الألماني (الحزب النازي) في 24 فبراير.   كانت هذه هي أهمية تحرك هتلر الخاص في الدعاية. حاولت قوات الحزب النازي الانقلاب على الحكومة عام 1923، ولكن المحاولة باءت بالفشل وانتهت بسجن أدولف هتلر قائد الحزب آنذاك. وفي الوقت الذي تم فيه إطلاق سراح هتلر، كان الموقف السياسي في ألمانيا قد بدأ يهدأ وأخذت الأحوال الاقتصادية في التحسن مما فرض قيودًا على فرص هتلر في الإثارة والتأليب. وبالرغم من أن انقلاب هتلر العسكري قد أكسبه بعض الشهرة على الصعيد القومي، فإن عماد الحزب الذي يترأسه هتلر ظل في مدينة ميونيخ.
تم حظر نشاط حزب العمال الألماني الاشتراكي الوطني وأعضائه في بافاريا عقب فشل الانقلاب. وتمكن هتلر من إقناع هاينريش هيلد - رئيس وزراء بافاريا - بأن يرفع هذا الحظر مستندًا إلى مزاعمه التي أكد فيها على أن الحزب سيسعى الآن إلى الحصول على السلطة السياسية عبر القنوات الشرعية. وبالرغم من تفعيل رفع الحظر المفروض على حزب العمال الألماني الاشتراكي الوطني في 16 فبراير 1925، فإن هتلر قد جلب على نفسه حظرًا جديدًا نتيحةً لخطبة ملتهبة ألقاها تسببت في إثارة الشغب.

## عضوية
الأعضاء الأوائل في الحزب هم:
- انطون دريكسلر
- ديتريش إيكارت
- غوتفريد فيدر
- كارل هرير
- هيرمان إيسر
- ارنست بويبل
- هانز فرانك
- أدولف هتلر
- ارنست روم
- ألفريد روزنبرغ
- رودولف يونج

### اقتباسات
1. 1 2 3 4  Kershaw 2008.
2. ↑  "1919 Picture of Hitler". Historisches Lexikon Bayerns. مؤرشف من الأصل في 2015-11-07. اطلع عليه بتاريخ 2008-05-22.
3. ↑  Fest 1970
4. ↑  بعد أن تم تغير اسم الحزب رسميًا إلى هذا الاسم في عام 1920 بإضافة "الاشتراكي الوطني" إلى أول الاسم
5. ↑  Zentner & Bedürftig 1997.
6. ↑  Konrad Heiden, "Les débuts du national-socialisme", Revue d'Allemagne, VII, No. 71 (Sept. 15, 1933), p. 821.